# Марія Луїза Мекленбург-Шверінська
Марія Луїза Фредеріка Александріна Єлизавета Шарлотта Катерина Мекленбург-Шверінська (нім. Marie Luise Friederike Alexandrine Elisabeth Charlotte Catherine zu Mecklenburg-Schwerin, 31 березня 1803 — 26 жовтня 1862) — принцеса Мекленбург-Шверінська, донька принца Фрідріха Людвіга та російської великої княжни Олени Павлівни, дружина герцога Георга Саксен-Альтебурзького.

## Біографія
Марія Луїза народилась 31 березня 1803 року у Людвігслусті, столиці Мекленбург-Шверіну, герцогства Священної Римської імперії, другою дитиною та єдиною донькою в родині кронпринца Мекленбург-Шверінського Фрідріха Людвіга та його юної першої дружини Олени Павлівни. Мала старшого брата Пауля Фрідріха.
Матір була великою княжною Російської імперії, донькою імператора Павла I. Не відрізняючись міцним здоров'ям, вона померла у 18-річному віці, за півроку після народження доньки. Їхній нетривалий шлюб із батьком був дуже щасливим. Своєю красою, природністю та добрими справами Олена навернула до себе серця і простих людей, і вельможних родичів. Для Фрідріха Людвіга її смерть стала великим ударом.  
У серпні 1806 року перестала існувати Священна Римська імперія, а у грудні — французькі війська окупували Мекленбург-Шверін. Уся герцогська родина виїхала до Гамбургу, під захист датчан. За допомоги Олександра I,  липні 1807 владу діда Марії Луїзи, герцога Фрідріха Франца I, вдалося відновити за умови вступу країни в Рейнський союз.
У 1810 році батько одружився вдруге із німецькою принцесою Кароліною Саксен-Веймар-Ейзенахською. Від цього шлюбу у Марії Луїзи з'явились зведений брат Альбрехт та сестра Олена. Ще один брат, Магнус, помер немовлям. Кароліна пішла з життя взимку 1816 року, радячи чоловіку одружитися втретє із її кузиною. 1818 року Фрідріх Людвіг виконав її прохання, пошлюбившись із Августою Гессен-Гомбурзькою. Нова кронпринцеса, якій було вже понад 40 років, стала дітям турботливою мачухою. Саме на неї було покладено їхнє виховання. 1819 року помер і батько.
7 жовтня 1825 року у Людвігслюсті 22-річна Марія Луїза стала дружиною 29-річного принца Георга Саксен-Хільдбурґхаузенського. Наречений був другим сином правлячого герцога Фрідріха. 22 жовтня пара із урочистостями вступила до Хільдбурґхаузену. Широка вулиця, по якій вони їхали, була перейменована на честь цієї події у вулицю Марії («Marienstraße»). Цю назву вона носить і дотепер. Наступного року батько Георга став герцогом Саксен-Альтенбургу, і двор виїхав туди. Землі Саксен-Хільдбурґхаузену відійшли герцогству Саксен-Мейнінген. Проте молоде подружжя продовжувало жити у замку Шарлоттенбург у Хільдбурґхаузені до 1829 року. У шлюбі Марія Луїза народила трьох синів.
1829 року родина переїхала до замку Крістіансбург у Айзенбергу. Подружнє життя було щасливим. Суперінтендант Георга, казав про свого господаря, що той дуже любить дружину і синів, і може слугувати зразком голови родини.

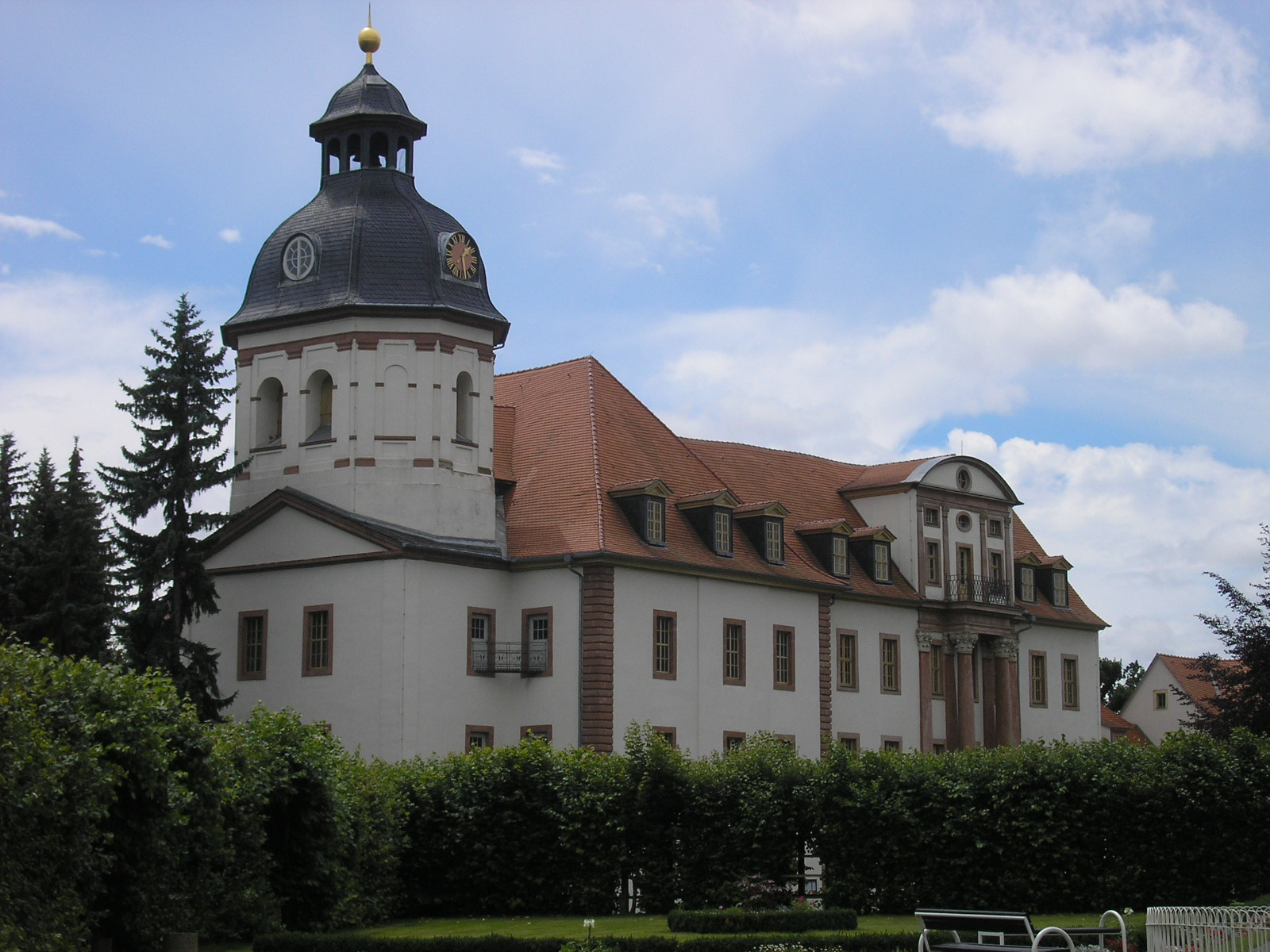
Кірха замку Крістіансбург

Від 1834 до 1848 року Саксен-Альтенбургом правив старший брат чоловіка Марії Луїзи, Йозеф Фрідріх. Внаслідок революції 1848 року він був змушений зректися трону. Його спадкоємцем став Георг, який вступив на престол 30 листопада 1848 року. Новий герцог став відомим своїм протегуванням мистецтвам та допомоги бідним, заслуживши прізвисько Георг Хороший. Марія Луїза заснувала у Альтенбурзі жіночу асоціацію «Фонд Марії», робітничу школу імені Георга та Марії та євангелічно-лютеранське місіонерське товариство.
1853 року чоловік став слабшати здоров'ям і передав справи старшому сину. 3 серпня того ж року Георг пішов з життя. Овдовівши, Марія Луїза продовжила жити у Альтенбурзі. Особливо близькі стосунки у неї склалися із сином Ернстом та онукою Марією Фредерікою.
Померла герцогиня 26 жовтня 1862 року в 59-річному віці, перебуваючи у Майнінгені на святах з приводу весілля свого молодшого сина Моріца із принцесою Августою Саксен-Майнінгенською. Поховали Марію Луїзу поруч із чоловіком у Герцогському склепі в Альтенбурзі.

## Вшанування пам'яті
- Окрім вулиці у Гільдбурггаузені, іменем Марії названа площа «Marienplatz» у Шверіні.

## Родина

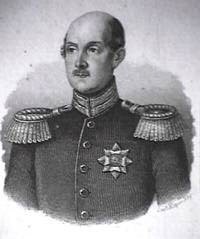
Георг Саксен-Альтенбурзький

Чоловік  —  Георг Саксен-Альтенбурзький
Діти:
- Ернст (1826—1908) — герцог Саксен-Альтенбурзький, був пошлюблений з Агнесою Ангальт-Дессауською, мав двох дітей;
- Альбрехт (1827—1835) — помер в дитячому віці;
- Моріц (1829—1907) — принц Саксен-Альтенбурзький, був одружений із Августою Саксен-Майнінгенською, мав чотирьох доньок та сина.